# WR–40 Langusta
A WR–40 Langusta (magyarul: languszta) lengyel önjáró rakéta-sorozatvető, amelyet BM–21-es leváltására terveztek. A lengyel Nemzetvédelmi Minisztérium a 2006-ban végrehajtott sikeres tesztek után döntött úgy, hogy megbízást ad 32 db BM-21-es korszerűsítésére akkori bruttó 97 000 000 złoty összegben. A Lengyel Köztársaság Fegyveres Erői 2007 márciusában vehették át az első WR–40-et. Eredetileg 96 db rendszer került volna korszerűsítésre, de a 2008 óta tartó nehéz pénzügyi helyzet miatt 62 db-ra csökkent, amit 2012-ig szeretnének megvalósítani. Amennyiben javul az ország anyagi helyzete, folytatják a korszerűsítést.

## Leírás
Mivel az eredeti hordozójárművet (Ural–375D) már nem gyártják, ezért új hordozójárművet kellett kereseni. Eredetileg Polish Star 1466 (6×6)-tal készült a prototípus, de a jármű gyártása időközben megszűnt, így a választás a 10 tonnás Jelcz P622D.35G-27-re esett, előnyös mérete és jó terepjáró képessége miatt. Az alvázra Jelcz 144WPP típusú páncélozott vezetőfülke került, amelyben a maximum 6 fő személyzet foglalhat helyet, a fülke páncélzata STANAG 4569 szabvány szerinti Level 1-nek felel meg, emellett teljes körű ABV-védelemmel is rendelkezik. Továbbá a kabinban található a Radmor RRC-9311AP UHF rádió.
A WB–40 meghajtásáról egy 350 lóerős Iveco CURSOR 8 dízelmotor gondoskodik, amely úton legfeljebb 85 km/h-ra képes. A kerekekben lévő nyomás a terepviszonyoknak megfelelően szabályozható.

## Fegyverzet
40 db vetőcsőből álló indítóköteg, amelyek a 122 mm-es rakétatüzérségi lövedékek kilövésére szolgálnak. A 40 db rakétát 20 másodperc alatt képes kilőni, az újratöltés körülbelül 10 percet vesz igénybe.
A lőtávolság robbanófejes lövedék esetében kb. 42 km, kazettás lövedék esetén kb. 32 km, ezek az értékek azonban széles skálán változhatnak lőszertípustól és -mérettől függően. Többféle lőszertípus indítására is alkalmas, többek között repesz-romboló, harckocsielhárító-akna résztöltetekkel, rádióhullám-zavaró vagy irányított lövedék.
A cső emelkedési szöge 0°-tól +55°-ig változtatható, azonban a fülke takarása miatt bizonyos pontokon a minimumérték +11°. A csőelfordulás baloldalra 102°, jobb oldalra viszont csak 70°.

## Rendszeresítő államok
Lengyelország